# Fortunée Briquet
Marguerite Ursule Fortunée Bernier (26 de juny del 1782 -14 de maig del 1815), més coneguda com a Fortunée Briquet, fou una escriptora feminista francesa. És coneguda pel Dictionnaire historique, littéraire et bibliographique des Françaises et des étrangères naturalisées en France (París, Gillé, 1804), dedicat al primer cònsol, Napoleon, que recull les biografies de 583 escriptores de l'estat francés, més de la meitat de les quals eren coetànies seues, és a dir, de la generació de la Revolució Francesa.
Casada amb l'historiador Hilaire-Alexandre Briquet, fou membre de la Societat de Belles Lletres i de l'Ateneu de les Arts.

## Publicacions
- 1801: Ode sur les vertus civils[3]
- 1802: Ode sur la mort de Dolomieu[3]
- 1803: Ode à Lebrun[3]
- 1804: Ode qui a concouru pour le prix de poésie décerné par l'Institut national de France, lie6 nivôse an XII[3]
- 1804: Dictionnaire historique, littéraire et bibliographique des Françaises et des étrangères naturalisées en France connues parell leurs écrits, ou par la protection qu'elles ont accordée aux gens de lettres...[3]